# Banque de Stockholm

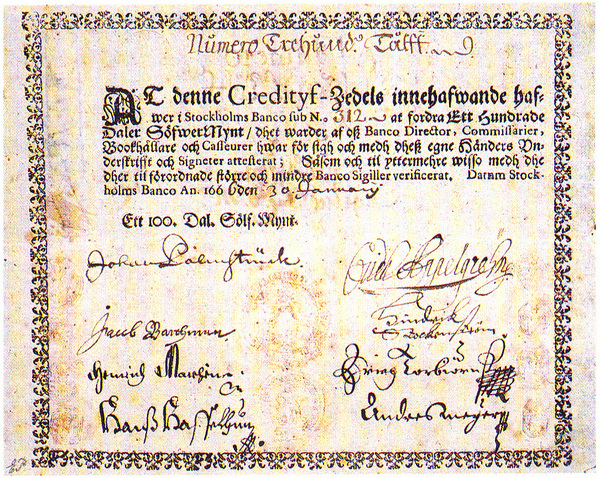
Document de la banque de Stockholm (1666).

La Banque de Stockholm, fondée en 1656 par Johan Palmstruch (1611 - 1671), marchand hollandais d'origine lettone, fut l'ancêtre de ce qui devint en 1668 la Banque de Suède, une des premières banques centrales d'Europe.

## Histoire
La Banque d'Amsterdam, née en 1609, centralisait les virements commerciaux en Europe et mettait en circulation des certificats représentatifs des dépôts qui lui étaient confiés, proches des billets de banque.
La Banque de Stockholm avait de facto un statut public, car la moitié des bénéfices revenait à l’État, la banque prélevant les droits de douane et les accises. Des billets de crédit ou kreditsvedlar, convertibles en plaques de cuivre furent émis, mais interdits aux personnes sans dépôt.
Une première émission eut lieu en 1661. Les billets les plus connus sont ceux de 1666, nommés Palmstruchers.
Ce furent les premiers vrais billets de banque à circuler en Europe et 76 coupures différentes étaient fournies par la banque, convertibles en argent ou en cuivre, métal dont la Suède était le premier producteur mondial, grâce au formidable gisement de la mine de Falun.
En 1668, seulement douze ans après la création de la Banque de Stockholm, la Banque de Suède reprit son monopole.